# غاري بوتا
غاري بوتا (بالإنجليزية: Gary Botha)‏ هو لاعب اتحاد الرغبي جنوب أفريقي، ولد في 12 أكتوبر 1981 في بريتوريا في جنوب أفريقيا.

## وصلات خارجية
- غاري بوتا على موقع دوري الرغبي الممتاز (الإنجليزية)
- غاري بوتا عل موقع إسبنسكروم (الإنجليزية)
- غاري بوتا على موقع ItsRugby.co.uk (الإنجليزية)